# Mellanskogsfjället
Mellanskogsfjället (sydsamiska Stoere Krovhte) är ett fjäll i Frostvikens socken, Strömsunds kommun, Jämtlands län. Fjället har fyra toppar: Stoere Krovhte (1274 m.ö.h.), Krovhtenvaellie (1084 m.ö.h.), Luvlieåelkie (1032 m.ö.h.) och Jillieåelkie (1114 m.ö.h.). 

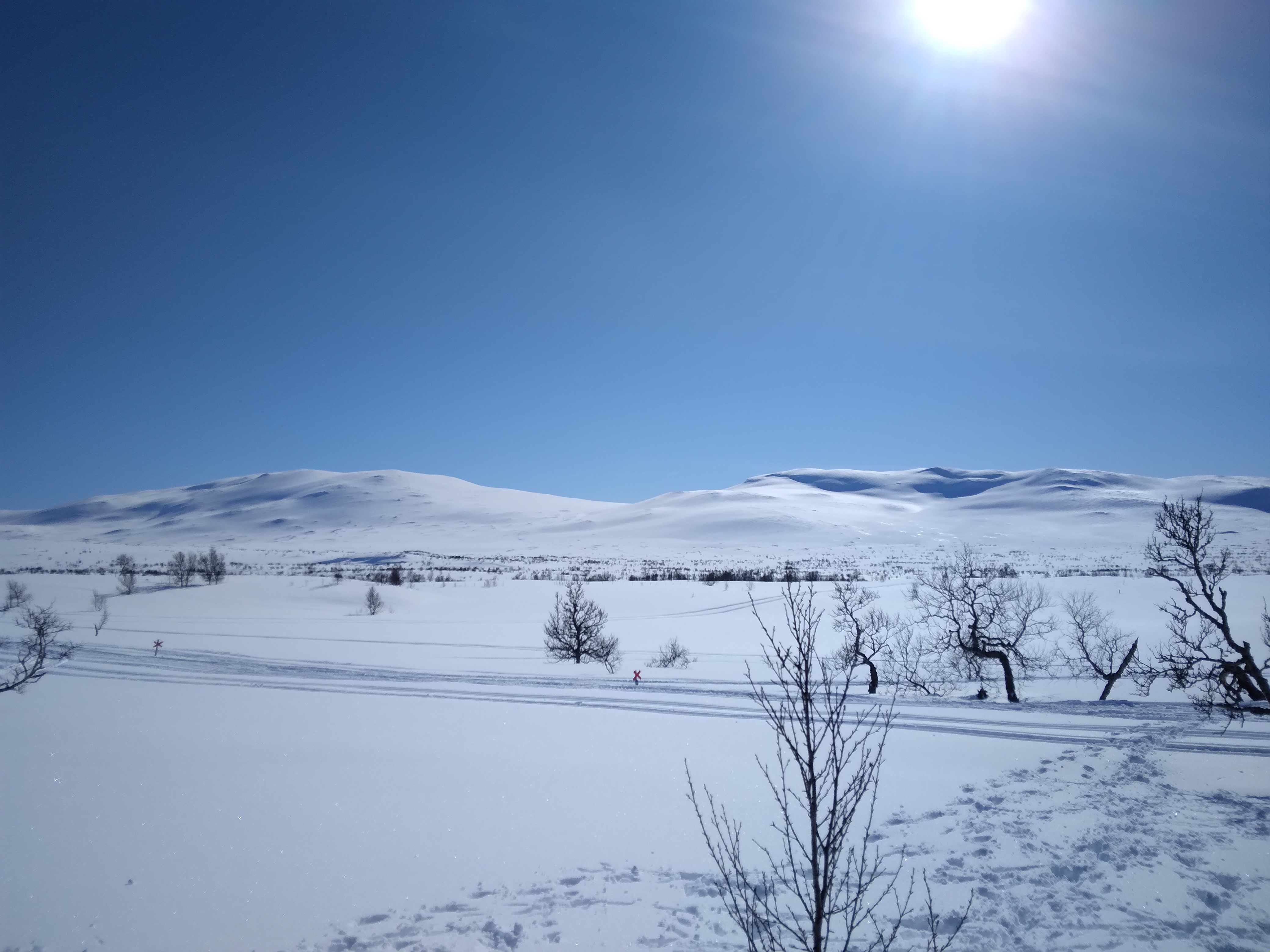
Mellanskogsfjället (till vänster) och Noerhte Snjaptja (till höger)